# 西班牙電網公司
西班牙电网公司（西班牙語：Red Eléctrica de España，缩写REE，西班牙語發音：[reð eˈlektɾika ðe esˈpaɲa]）是西班牙的一家輸電公司，总部位于首都马德里郊外的阿尔科文达斯。主要负责西班牙国家輸電系統的运营工作。

## 历史
该公司成立于1985年，由西班牙政府国家产业控股公司全额出资设立，用以建立一个管理全国輸電系統的电力公司。1999年7月在馬德里證券交易所上市。西班牙政府保有股权的20%。

## 收购
2012年5月1日，玻利维亚总统莫拉莱斯颁布最高法令，宣布对西班牙电网所属的国际电网公司实行国有化，并命令军队正式接管该公司所有设施。

## 交流与合作
李克强副总理曾在2011年1月访问西班牙电网公司控制中心，实地考察可再生能源发电情况。同年3月，该公司与中国国家电网公司签订了合作框架协议。